# Miha Tišler
Miha Tišler (Liubliana, 18 de setembro de 1926) é um químico esloveno.
Tišler é autor de 50 livros e monografias sobre química heterocíclica, tendo recebido a Ordem de São Gregório Magno.
Em 1955 foi professor de química da Universidade de Ljubljana. Em 1977 recebeu o Prêmio Kidrič. De 1978 a 1980 foi presidente da International Society of Heterocyclic Chemistry.